# Bahnstrecke Lowell Junction–Lowell
| Streckenlänge: | 12,29 km                                          |                                          |                                          |
| Spurweite: | 1435 mm (Normalspur)                              |                                          |                                          |
| Zweigleisigkeit: | heute: Wamesit–Bleachery, früher: gesamte Strecke |                                          |                                          |
| |                                                   |                                          |                                          |
| Gesellschaft: | PAR                                               |                                          |                                          |
| \| \| \| von Wilmington \| \| \| \| 0,00 \| Lowell Junction MA (Bf. im Gleisdreieck) \| Lowell Junction MA (Bf. im Gleisdreieck) \| \| \| \| nach Agamenticus \| \| \| \| \| Shawsheen River \| \| \| \| \| Interstate 93 \| \| \| \| ? \| Demoulas Runaround (Ausweiche) \| Demoulas Runaround (Ausweiche) \| \| \| \| Strecke Lowell–Lawrence \| \| \| \| 4,60 \| Baldwin \| Baldwin \| \| \| 5,65 \| Tewksbury MA (früher Almont) \| Tewksbury MA (früher Almont) \| \| \| \| von Lawrence \| \| \| \| 8,67 \| Wamesit MA (früher Wamesit-on-Mace) \| Wamesit MA (früher Wamesit-on-Mace) \| \| \| \| Verbindungsgleis \| \| \| \| \| nach Lowell \| \| \| \| \| Bay State Street Railway (Main Street) \| \| \| \| \| Interstate 495 \| \| \| \| 9,83 \| Atherton MA \| Atherton MA \| \| \| 11,12 \| Wigginville MA \| Wigginville MA \| \| \| \| \| \| \| \| ? \| Rogers Street \| Rogers Street \| \| \| \| Concord River \| \| \| \| ? \| Lowell MA (Central Street Station) \| Lowell MA (Central Street Station) \| \| \| \| \| \| \| \| \| \| \| \| \| \| von Lawrence \| \| \| \| \| von Boston \| \| \| \| 12,29 \| Lowell MA Bleachery \| Lowell MA Bleachery \| \| \| \| zur Strecke Framingham–Lowell \| \| \| \| \| nach Lowell (Middlesex Street) \| \| |                                                   |                                          |                                          |
| Strecke |                                                   | von Wilmington                           | von Wilmington                           |
| Dienststation / Betriebs- oder Güterbahnhof | 0,00                                              | Lowell Junction MA (Bf. im Gleisdreieck) | Lowell Junction MA (Bf. im Gleisdreieck) |
| Abzweig ehemals geradeaus, nach rechts und von rechts |                                                   | nach Agamenticus                         | nach Agamenticus                         |
| Brücke über Wasserlauf |                                                   | Shawsheen River                          | Shawsheen River                          |
| Strecke mit Straßenbrücke |                                                   | Interstate 93                            | Interstate 93                            |
| Dienststation / Betriebs- oder Güterbahnhof | ?                                                 | Demoulas Runaround (Ausweiche)           | Demoulas Runaround (Ausweiche)           |
| Kreuzung (Querstrecke außer Betrieb) |                                                   | Strecke Lowell–Lawrence                  | Strecke Lowell–Lawrence                  |
| ehemaliger Haltepunkt / Haltestelle | 4,60                                              | Baldwin                                  | Baldwin                                  |
| Dienststation / Betriebs- oder Güterbahnhof | 5,65                                              | Tewksbury MA (früher Almont)             | Tewksbury MA (früher Almont)             |
| Strecke · Strecke von links (außer Betrieb) |                                                   | von Lawrence                             | von Lawrence                             |
| Dienststation / Betriebs- oder Güterbahnhof · Bahnhof (Strecke außer Betrieb) | 8,67                                              | Wamesit MA (früher Wamesit-on-Mace)      | Wamesit MA (früher Wamesit-on-Mace)      |
| Abzweig geradeaus und ehemals von links · Abzweig geradeaus und nach rechts (Strecke außer Betrieb) |                                                   | Verbindungsgleis                         | Verbindungsgleis                         |
| Strecke · Strecke nach links (außer Betrieb) |                                                   | nach Lowell                              | nach Lowell                              |
| Kreuzung geradeaus unten (Querstrecke außer Betrieb) |                                                   | Bay State Street Railway (Main Street)   | Bay State Street Railway (Main Street)   |
| Strecke mit Straßenbrücke |                                                   | Interstate 495                           | Interstate 495                           |
| ehemaliger Haltepunkt / Haltestelle | 9,83                                              | Atherton MA                              | Atherton MA                              |
| ehemaliger Haltepunkt / Haltestelle | 11,12                                             | Wigginville MA                           | Wigginville MA                           |
| Abzweig ehemals geradeaus und nach links · Strecke von rechts |                                                   |                                          |                                          |
| Bahnhof (Strecke außer Betrieb) · Strecke | ?                                                 | Rogers Street                            | Rogers Street                            |
| Brücke über Wasserlauf (Strecke außer Betrieb) · Brücke über Wasserlauf |                                                   | Concord River                            | Concord River                            |
| Kopfbahnhof Streckenende (Strecke außer Betrieb) · Strecke | ?                                                 | Lowell MA (Central Street Station)       | Lowell MA (Central Street Station)       |
| Strecke |                                                   |                                          |                                          |
| Strecke von links (außer Betrieb) · Abzweig geradeaus und ehemals nach rechts |                                                   |                                          |                                          |
| Strecke (außer Betrieb) · Abzweig geradeaus und ehemals von links |                                                   | von Lawrence                             | von Lawrence                             |
| Strecke (außer Betrieb) · Abzweig geradeaus und von links |                                                   | von Boston                               | von Boston                               |
| Strecke (außer Betrieb) · Dienststation / Betriebs- oder Güterbahnhof | 12,29                                             | Lowell MA Bleachery                      | Lowell MA Bleachery                      |
| Strecke nach links (außer Betrieb) · Kreuzung geradeaus oben (Querstrecke außer Betrieb) |                                                   | zur Strecke Framingham–Lowell            | zur Strecke Framingham–Lowell            |
| Strecke |                                                   | nach Lowell (Middlesex Street)           | nach Lowell (Middlesex Street)           |

Die Bahnstrecke Lowell Junction–Lowell (auch Lowell Branch) ist eine Eisenbahnstrecke im Essex County und Middlesex County in Massachusetts (Vereinigte Staaten). Sie ist 12,29 Kilometer lang und verbindet die Städte Tewksbury und Lowell mit der Bahnstrecke Wilmington–Agamenticus. Die normalspurige Strecke wird durch die Pan Am Railways ausschließlich im Güterverkehr betrieben. Der ursprüngliche Abschnitt der Strecke von Wigginville nach Lowell Central Street (ca. 2 km) ist stillgelegt.

## Geschichte
Mitte des 19. Jahrhunderts standen sich die Boston and Maine Railroad und die Boston and Lowell Railroad als starke Konkurrenten gegenüber. Beide Gesellschaften hatten eine Hauptstrecke von Boston aus in Richtung Norden, die Boston&Maine über Andover und Lawrence, die Boston&Lowell über Wilmington und Lowell. Die Boston&Lowell besaß außerdem eine Zweigstrecke von Lowell nach Lawrence und hatte damit Zugang zu den beiden wichtigsten Industriezentren im Norden des Bundesstaats. Die Boston&Maine, die Lowell nur über diese Zweigstrecke der Boston&Lowell erreichen konnte, wollte nun auch einen eigenen Zugang in die Stadt. Am 5. Februar 1873 erhielt die Lowell and Andover Railroad Company die Konzession zum Bau einer Bahnstrecke von Lowell an die Hauptstrecke der Boston&Maine, wo sie südlich von Andover einmünden sollte. Die Strecke wurde am 1. Dezember 1874 eröffnet und am gleichen Tag durch die Boston&Maine gepachtet, die auch die Betriebsführung aufnahm. Die Lowell&Andover bestand noch bis zum 26. November 1918 weiter, als sie mit der Boston&Maine fusionierte.
Ursprünglich hatte die Strecke ihren eigenen Endbahnhof in Lowell. 1895 wurde eine 1,17 Kilometer lange zweigleisige Verbindungsstrecke von Wigginville zum Güterbahnhof Lowell Bleachery gebaut. Die Personenzüge auf der Strecke fuhren nun in den Hauptbahnhof von Lowell an der Middlesex Street ein. Außerdem befuhren nun die Züge der ehemaligen Boston&Lowell-Zweigstrecke von Lawrence zwischen Wamesit und Lowell Bleachery ebenfalls die Lowell&Andover-Strecke. Etwa zur gleichen Zeit wurde die Strecke von Lowell Junction bis Wigginville zweigleisig ausgebaut. Etwa 1950 wurde der frühere Endbahnhof in Lowell geschlossen und der Abschnitt von der Rogers Street bis dorthin stillgelegt. Der Personenverkehr auf der Strecke endete 1960. Ungefähr zur selben Zeit wurde zwischen Lowell Junction und Wamesit das zweite Gleis abgebaut, westlich von Lowell Junction blieb ein kurzer Abschnitt des zweiten Gleises als Umfahrung erhalten, die als Demoulas Runaround bezeichnet wurde. 1982 legte die Boston&Maine auch den Rest der ursprünglichen Strecke in Lowell von Wigginville bis zur Rogers Street still. Die Gesellschaft und damit die Betriebsführung auf der Strecke wurde 1983 durch die Guilford Transportation übernommen, die seit 2006 unter dem Namen Pan Am Railways firmiert.

## Streckenbeschreibung
Die Strecke beginnt in einem Gleisdreieck an der Bahnstrecke Wilmington–Agamenticus. Der südliche Flügel des Gleisdreiecks, die Verbindungskurve in Richtung Wilmington, wird nicht mehr befahren. Die Strecke führt in westliche Richtung über die Countygrenze in das Middlesex County. Im Stadtgebiet von Tewksbury wird zunächst die Trasse der hier früher niveaugleich kreuzenden Bahnstrecke Lowell–Lawrence gequert, bevor mit dem Haltepunkt Baldwin der erste frühere Personenhalt erreicht ist. In Höhe der North Street befand sich der Personenbahnhof der Stadt. Die Strecke verläuft weiter in westliche Richtung und kurz vor der Main Street ist der frühere Bahnhof Wamesit erreicht. Die Trasse der stillgelegten Bahnstrecke Lowell–Lawrence berührt die Strecke hier kurzzeitig. Ein Verbindungsgleis ermöglichte ab 1895 einen Übergang der Züge von Lawrence auf die Strecke. Die Trassen der beiden Strecken trennen sich danach wieder und die Bahnstrecke verläuft nun bereits im Stadtgebiet von Lowell durch die Stadtteile Atherton und Wigginville, wo sich früher jeweils Haltepunkte befanden. In Wigginville zweigt die ursprüngliche Strecke in Richtung Nordwesten ab. Sie führte zunächst am Ostufer des Concord River entlang und überquerte den Fluss kurz vor dem Endbahnhof. Die Widerlager der Brückenpfeiler sind noch heute im Wasser des Flusses zu erkennen. Der Kopfbahnhof Central Street Station befand sich zwischen der Williams Street und der Green Street. Das 1876 quer zur Gleisachse am Kopf des Bahngeländes errichtete Empfangsgebäude steht noch heute. Die Central Street bildet die Straßenfront des Bahnhofs.
Die 1895 neu gebaute Verbindungsstrecke nach Lowell Bleachery begann im Haltepunkt Wigginville. Sie überquert unmittelbar danach den Concord River und führt weiter in Richtung Westen. Später wurde hier eine Verschwenkung gebaut, um die Strecke weiter südlich in die aus Richtung Boston kommende Hauptstrecke einführen zu können. Auch die Strecke von Lawrence mündet hier in die Hauptstrecke ein. Der Bahnhof Bleachery diente früher auch als Personenhalt.

## Personenverkehr
1881 verkehrten auf der Strecke an Werktagen 16 sowie sonntags vier Zugpaare. Die Züge hatten in Lowell Junction Anschluss in und aus Richtung Boston. Einige Züge fuhren bis Boston weiter. Nach der Übernahme der Boston&Lowell 1887 wurden auch durchlaufende Züge von Lowell nach Lawrence über Lowell Junction eingeführt, darunter ein Expresszug New York City–Portland, der später unter dem Namen State of Maine Express bekannt wurde. Neben diesem Expresszug verließen 1916 den Bahnhof Lowell an Werktagen 14 Züge, von denen fünf in Wamesit auf die Strecke in Richtung Lawrence wechselten. Sonntags fuhren fünf Züge nach Lowell Junction. Nach dem Ersten Weltkrieg kam es zu starken Einschnitten und 1932 verkehrten nur noch im Berufsverkehr früh zwei Züge von Boston über Lowell Junction nach Lowell und nachmittags zwei Züge in der Gegenrichtung. Mitte der 1930er Jahre endete der lokale Personenverkehr auf der Bahnstrecke. Der State of Maine Express fuhr jedoch noch bis 1960, allerdings ohne Zwischenhalt, über die Strecke.